# (37950) 1998 HU33
1998 HU33 (asteroide 37950) é um asteroide da cintura principal. Possui uma excentricidade de 0.11448430 e uma inclinação de 4.62751º.
Este asteroide foi descoberto no dia 20 de abril de 1998 por LINEAR em Socorro.